# Tus
Tus  (persană طوس) este un oraș din Iran.